# 군위우체국
군위우체국은 대구광역시 군위군 전역을 관할하는 경북지방우정청 소속의 우체국이다.

## 기본 정보
- 우편번호: 39019
- 주소: 대구광역시 군위군 군위읍 중앙길 82

## 연혁
- 1905년 5월 23일: 군위 임시 우편소 개설
- 1906년 12월 1일: 군위우편소 개칭
- 1949년 8월 13일: 군위우체국으로 개칭
- 1967년 9월 20일: 우체국 신축
- 1971년 12월 15일: 사무관국으로 승격
- 1976년 12월 31일: 우체국 증축
- 1977년 3월 16일: 감독국으로 지정
- 1977년 6월 30일: 우체국 증축
- 1979년 12월 31일: 통합국사 증축
- 1990년 8월 13일: 현청사 개축 준공
- 2001년 2월 1일: 집배광역화를 위해 군위군 고로면, 산성면, 우보면 우편구역을 의흥우체국으로 통합[1]
- 2012년 6월 1일: 의흥우체국을 군위의흥우체국으로, 효령우체국을 군위효령우체국으로 명칭 변경[2]
- 2014년 1월 1일: 우편구역을 다음과 같이 고시[3]

| 배달국         | 배달구역                          | 구역번호                    |
| -------------- | --------------------------------- | --------------------------- |
| 군위우체국     | 군위읍, 부계면 · 소보면 · 효령면  | 39000 ~ 39038 39061 ~ 39066 |
| 군위의흥우체국 | 의흥면 · 고로면 · 산성면 · 우보면 | 39039 ~ 39060               |

- 2021년 3월 1일 : 군위고로우체국을 삼국유사우체국으로 명칭 변경[4], 우편구역을 다음과 같이 고시[5]

| 배달국         | 배달구역                              | 구역번호                    |
| -------------- | ------------------------------------- | --------------------------- |
| 군위우체국     | 군위읍, 부계면 · 소보면 · 효령면      | 39000 ~ 39038 39061 ~ 39066 |
| 군위의흥우체국 | 의흥면 · 삼국유사면 · 산성면 · 우보면 | 39039 ~ 39060               |

## 관할 우체국
| 우체국명       | 주소                                       | 비고                                        |
| -------------- | ------------------------------------------ | ------------------------------------------- |
| 군위부계우체국 | 대구광역시 군위군 부계면 창평길 5          |                                             |
| 군위산성우체국 | 대구광역시 군위군 산성면 산성가음로 684    |                                             |
| 군위소보우체국 | 대구광역시 군위군 소보면 송원3길 31        |                                             |
| 군위우보우체국 | 대구광역시 군위군 우보면 이화길 113        |                                             |
| 군위의흥우체국 | 대구광역시 군위군 의흥면 읍내2길 4         | 2012년 6월 1일 의흥우체국에서 명칭 변경     |
| 군위효령우체국 | 대구광역시 군위군 효령면 치산효령로 2407   | 2012년 6월 1일 효령우체국에서 명칭 변경     |
| 삼국유사우체국 | 대구광역시 군위군 삼국유사면 삼국유사로 28 | 2021년 3월 1일 군위고로우체국에서 명칭 변경 |

## 조직
- 우편물류과
- 영업과
- 경영지도실